# Faunula hypsophila
Faunula hypsophila är en fjärilsart som beskrevs av Reed 1877. Faunula hypsophila ingår i släktet Faunula och familjen praktfjärilar. Inga underarter finns listade i Catalogue of Life.